# Żebry-Perosy
Żebry-Perosy (prononciation : [ˈʐɛbrɨ pɛˈrɔsɨ]) est un village polonais de la gmina d'Olszewo-Borki dans le powiat d'Ostrołęka de la voïvodie de Mazovie dans le centre-est de la Pologne.
Il se situe à environ 11 km au sud-ouest d'Ostrołęka (siège du powiat) et à 93 km au nord de Varsovie (capitale de la Pologne).

## Histoire
De 1975 à 1998, le village appartenait administrativement à la voïvodie d'Ostrołęka.